# Kakinada
Kakinada ist eine Stadt im indischen Bundesstaat Andhra Pradesh.

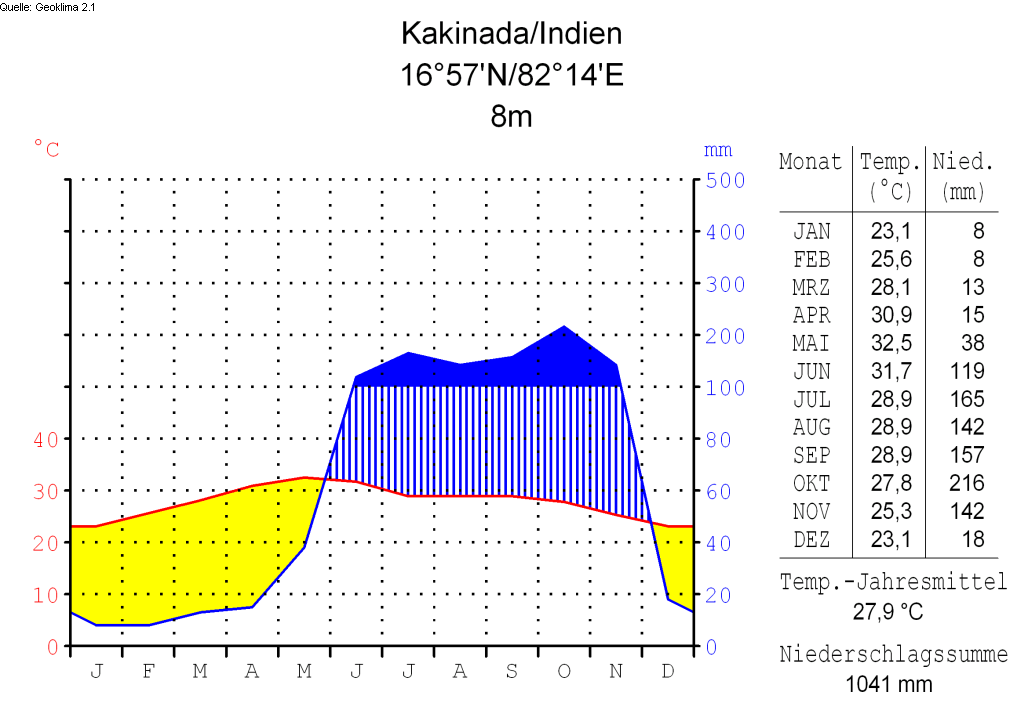
Klimadiagramm von Kakinada

Kakinada ist die Hauptstadt des 2022 neu eingerichteten Distrikts Kakinada. Zuvor war die Stadt Hauptstadt des Distrikts East Godavari. Sie liegt an der Küste des Golfs von Bengalen 30 km nördlich der Godavari-Mündung. 50 km westlich liegt die Stadt Rajamahendravaram.
Die nationale Fernstraße NH 216 führt durch die Stadt.
Beim Zensus 2011 betrug die Einwohnerzahl von Kakinada 376.861.
Kakinada befindet sich in einer Sonderwirtschaftszone.